# カール・マガリッジ
カール・マガリッジ (Karl Muggeridge, 1974年4月20日 - ) は、オーストラリア、ニューサウスウェールズ州出身のオートバイレーサー。妻のイソベルとの間に1男をもつ。2004年にスーパースポーツ世界選手権のタイトルを獲得、翌年からスーパーバイク世界選手権に参戦している。
マガリッジは数年間モトクロスを経験した後、1994年にロードレースを始めた。国内の250ccシリーズで4位を獲得、翌年からスズキで、3年間世界中を転戦、主に600ccのスーパースポーツに参加した。1996年には国内シリーズに参戦、続く2年間はイギリス選手権に参戦し、1999年には4位を獲得、その後スーパースポーツ世界選手権に参戦する。2000年は5位、2001年は7位、2002年は14位、2003年は4位という成績であった。2004年には7勝を挙げ8つのポールポジションを獲得、シリーズを制した。
テン・ケート・レーシングは2005年に投入台数を増やし、2003年のスーパースポーツ世界選手権チャンピオン、クリス・バーミューレンがチームメイトとなる。2005年はカールにとって厳しいシーズンとなり、結果124ポイントで11位となった。
2006年には背中の怪我でバレンシア戦を欠場した。第8戦のブランズ・ハッチでは3位を好走したもののリタイヤ、ノーポイントに終わった。シーズンは123ポイントで12位であった。
マガリッジは2007年のシートを失い、チームからスーパースポーツ世界選手権への転向を打診された。彼はアルト・エヴォリューションチームに移籍しスーパーバイクに留まり、ジョシュ・ブルックスがチームメイトとなる。ホームレースのフィリップ・アイランドではプラクティスでクラッシュしレースに出走できなかった。イギリスでは9位からスタートしたがクラッシュ、その後レースは大雨のためキャンセルとなった。チームは法律問題のためミサノ戦に参戦できず、ブルックスはチームを離脱した。マガリッジはブルノからレースに復帰した。シーズンは62ポイントで16位という成績であった。
2008年、マガリッジはDFXトリームチームに移籍し、再びホンダを駆ることとなった。シーズンは2回の6位が最高となり、77ポイントで15位となった。
2009年にはセラニ・スズキチームに移籍する。シーズンを通して悪戦苦闘し、マニクールの第2レースで8位に入ったのが最高となり、最終戦には出走しなかった。今シーズンはまた、負傷したグレン・リチャーズの代役としてHM プラントチームからホンダを駆ってイギリススーパーバイク選手権に出走している。
2010年シーズン、マガリッジはホルツハウアー・レーシング・プロモーションからIDM スーパーバイク選手権に参戦している。開幕戦のラウジッツリンクではポールポジションと第1、第2の両レース優勝という結果を出している。第3戦のニュルブルクリンクでも両レースで優勝した。

## 参照
1. ↑  Muggeridge out with back injury bbc.co.uk
2. ↑   track-news.com
3. ↑  Czech World Superbikes: Alto Evolution bring in security guards motorcyclenews.com
4. ↑  http://bikeracenews.com/2009/11/07/wsbk-karl-muggeridge-moves-to-german-idm-superbikes/
5. ↑  http://www.muggas.com/04/pages/results/results_page.php?ResultsID=59
6. ↑  http://www.motoonline.com.au/2010/05/31/idm-muggeridge-takes-another-double-win-in-germany/